# Livro das Confissões
O Livro das Confissões, ou Libro de las Confessiones, foi redigido no início do século XIV por Martín Pérez, um clérigo castelhano.
Traduzido para português em 1399 no Mosteiro de Alcobaça, o Rei D. Duarte cita-o várias vezes no Leal Conselheiro.
A obra insere-se no âmbito da literatura pastoral e o seu público alvo eram os clérigos com cura de almas. A versão castelhana foi, em 2002, objecto de uma edição crítica (Biblioteca de Autores Cristianos, Madrid).